# Coluber constrictor
Espèce
Synonymes
- Coluber flaviventris Say, 1823
- Coluber mormon Baird & Girard, 1852
- Bascanion foxii Baird & Girard, 1853
- Bascanium anthicum Cope, 1862
- Coryphodon oaxaca Jan, 1863
- Zamenis stejnegerianus Cope, 1895
- Coluber ortenburgeri Stuart, 1934

Statut de conservation UICN

 LC  : Préoccupation mineure
Coluber constrictor, parfois appelée Couleuvre agile, est une espèce de serpents de la famille des Colubridae.

## Répartition
Cette espèce se rencontre dans le sud du Canada, aux États-Unis, dans l'Est et le sud-est du Mexique, dans le nord du Guatemala et au Belize.

## Description
Ce reptile atteint un peu plus d'un mètre de long, mais certaines sous-espèces peuvent approcher les deux mètres. Les couleurs et motifs varient fortement selon les sous-espèces : noir, brun, marron, bleu ou vert. Toutes ont la face ventrale claire, en général blanche ou jaune. Les juvéniles présentent souvent des motifs très marqués.

## Reproduction
La reproduction a lieu au printemps. Environ un mois plus tard les femelles pondent de 3 à 30 œufs. Les petits mesurent environ 25 cm à la naissance et atteignent la maturité vers l'âge de deux ans.

Il arrive que les femelles utilisent des sites de ponte communautaires où plusieurs femelles viennent déposer leurs œufs, y compris parfois des femelles d'autres espèces.

## Liste des sous-espèces
Selon The Reptile Database (20 décembre 2012) :
- Coluber constrictor anthicus (Cope, 1862)
- Coluber constrictor constrictor Linnaeus, 1758
- Coluber constrictor etheridgei Wilson, 1970
- Coluber constrictor flaviventris (Say, 1823) - Couleuvre agile à ventre jaune de l'Est
- Coluber constrictor foxii (Baird & Girard, 1853) - Couleuvre agile bleue
- Coluber constrictor helvigularis Auffenberg, 1955
- Coluber constrictor latrunculus Wilson, 1970
- Coluber constrictor mormon Baird & Girard, 1852 - Couleuvre agile à ventre jaune de l'Ouest
- Coluber constrictor oaxaca (Jan, 1863)
- Coluber constrictor paludicola Auffenberg & Babitt, 1955
- Coluber constrictor priapus Dunn & Wood, 1939

## Galerie

Coluber constrictor
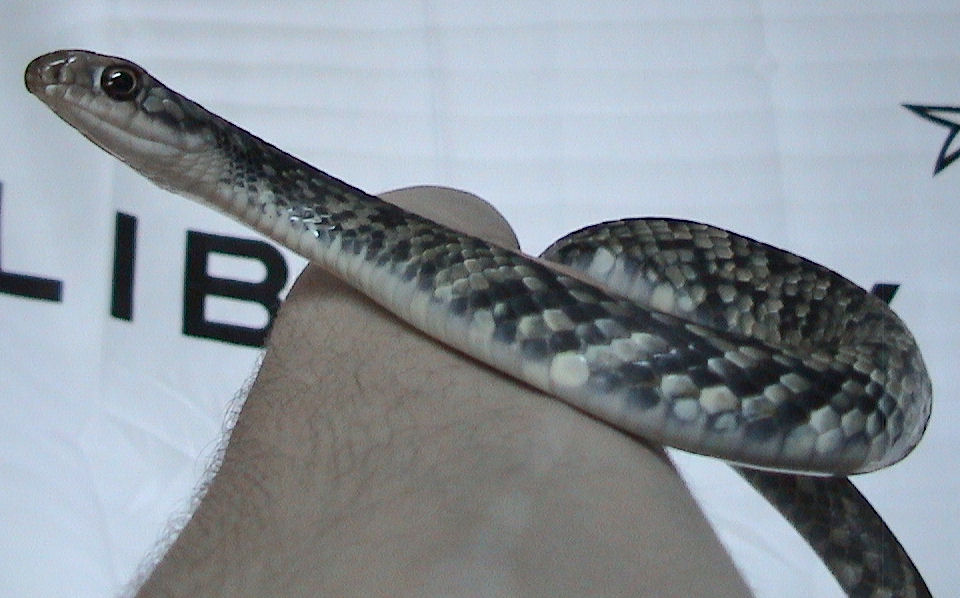
C. c. anthicus
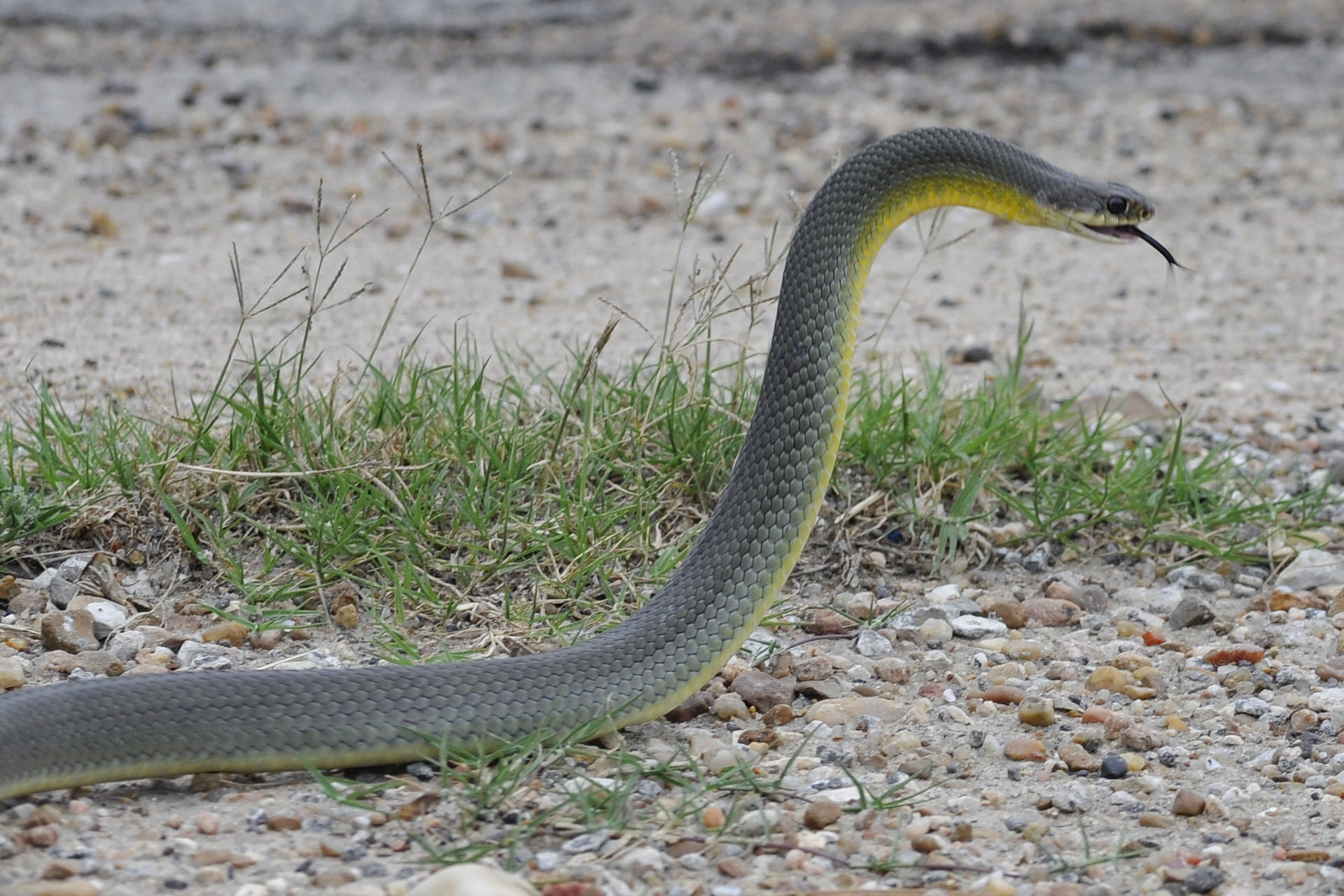
C. c. flaviventris Couleuvre agile à ventre jaune de l'Est
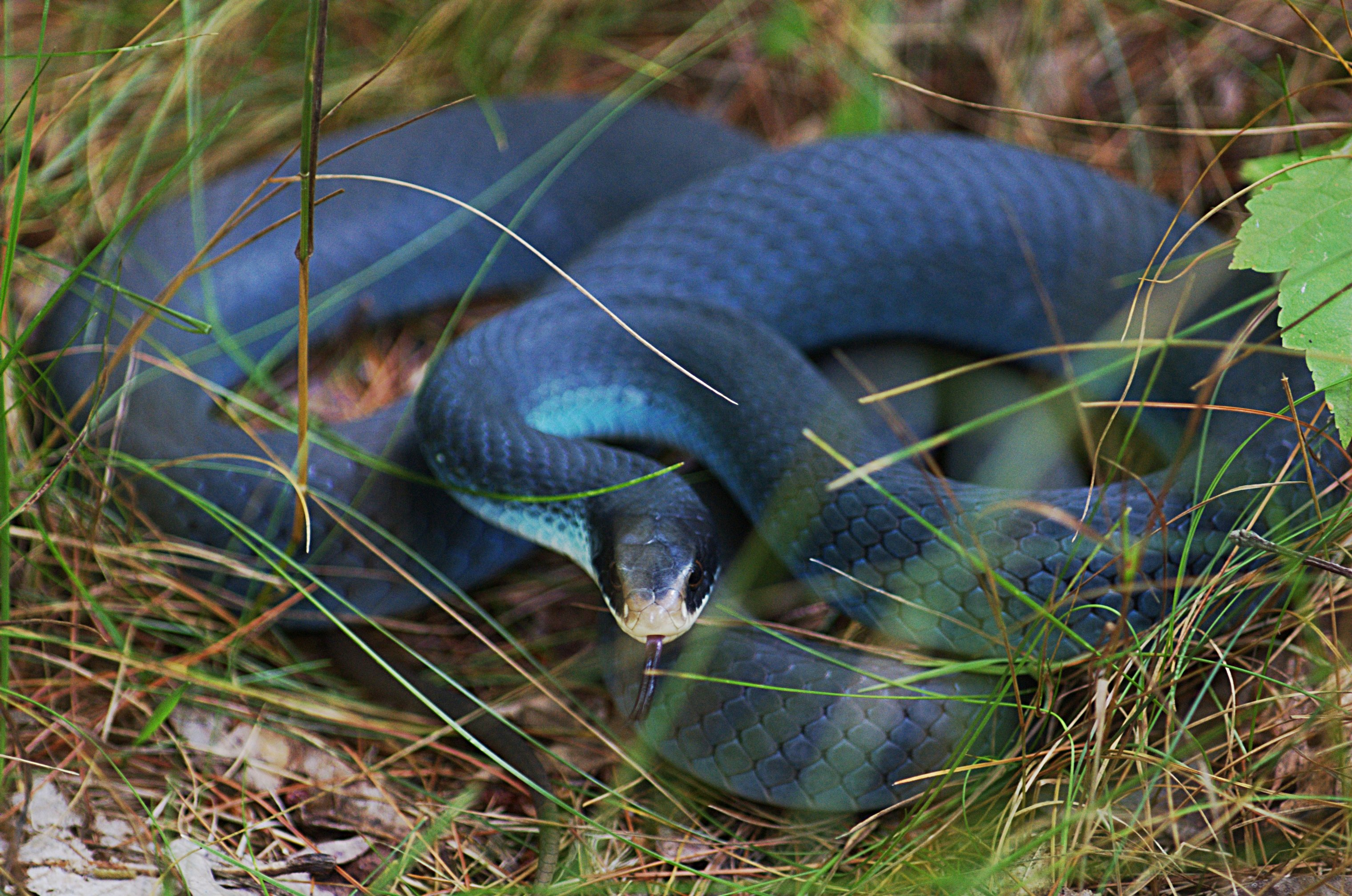
C. c. foxii Couleuvre agile bleue
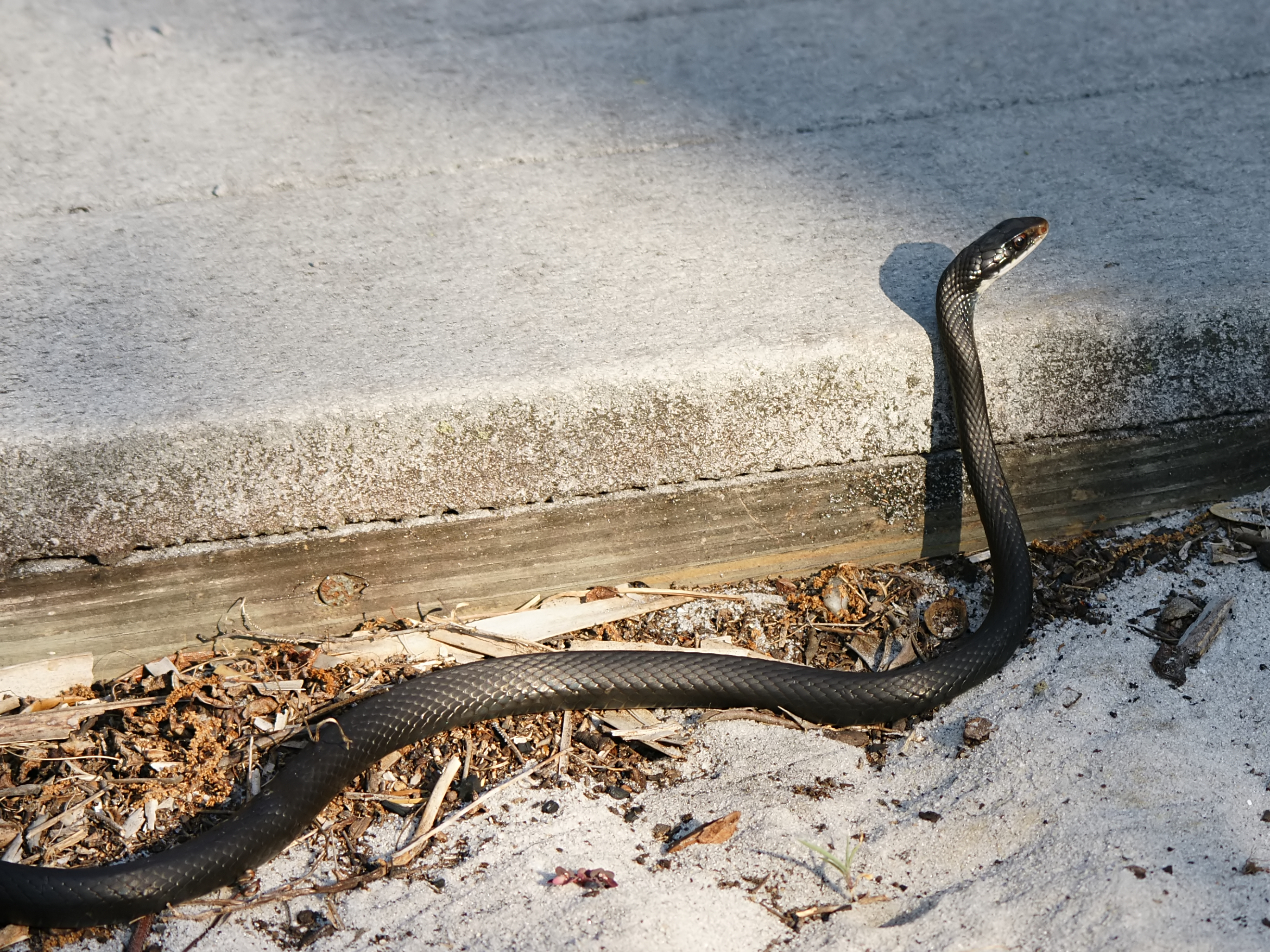
C. c. priapus

## Publications originales
- Auffenberg, 1955 : A reconsideration of the racer, Coluber constrictor, in Eastern United States. Tulane Studies in Zoology, vol. 2, no 6, p. 89-155 (texte intégral).
- Auffenberg & Babbitt, 1955 : A new subspecies of Coluber constrictor from Florida. Copeia, vol. 1953, no 1, p. 44-45.
- Baird & Girard, 1852 : Characteristics of some new reptiles in the museum of the Smithsonian Institution. Proceedings of the Academy of Natural Sciences of Philadelphia, vol. 6, p. 68-70 (texte intégral).
- Baird & Girard, 1853 : Catalogue of North American Reptiles in the Museum of the Smithsonian Institution. Part 1.-Serpents. Smithsonian Institution, Washington, p. 1-172 (texte intégral).
- Cope, 1862 : Notes upon Some Reptiles of the Old World. Proceedings of the Academy of Natural Sciences of Philadelphia, vol. 14, p. 337-344 & 594 (texte intégral).
- Dunn & Wood, 1939 : Notes on eastern snakes of the genus Coluber. Notulae Naturae Philadelphia, no 5, p. 1-4.
- Jan, 1863 : Elenco Sistematico degli Ofidi descriti e disegnati per l'Iconografia Generale. Milano, A. Lombardi, p. 1-143 (texte intégral).
- Linnaeus, 1758 : Systema naturae per regna tria naturae, secundum classes, ordines, genera, species, cum characteribus, differentiis, synonymis, locis, ed. 10 (texte intégral).
- Say in James, 1823 : Account of an expedition from Pittsburgh to the Rocky Mountains, performed in the years 1819 and '20 : by order of the Hon. J.C. Calhoun, sec'y of war: under the command of Major Stephen H. Long. From the notes of Major Long, Mr. T. Say, and other gentlemen of the exploring party, vol. 1, p. 1-344 (texte intégral).
- Wilson, 1970 : The racer Coluber constrictor (Serpentes: Colubridae) in Louisiana and eastern Texas. Texas Journal of Sciences, vol. 22, no 1, p. 67-85.